# Václav Wasserman
Václav Wasserman, vlastním jménem Václav Vodička (19. února 1898 Praha – 28. ledna 1967 Praha), byl český filmový herec, režisér a scenárista.

## Citát
Na Václava Wassermana, režiséra Plaveckého mariáše, mám ty nejlepší vzpomínky. Nejen proto, že byl jedním z těch, kteří mě táhli nahoru. Děkuju mu prostě za hodně. Vyzařovala z něho vždycky zvláštní moudro, laskavost, při níž jeho já ustupovalo dozadu. Veliký dítě, nádherný člověk. Takového jsem ho poznal už v době, kdy se potuloval kolem Divadla Vlasty Buriana a pracoval pro Lamače jako scenárista… Václav Wasserman byl člověk, jenž maximálně rozuměl svému povolání, aniž dával najevo jakoukoliv suverenitu či nadřazenost, jako to uměli někteří jiní.
Jaroslav Marvan 

## Filmografie

### Režie
- 1954 Nejlepší člověk
- 1952 Plavecký mariáš
- 1948 Čertova stena
- 1947 Tři kamarádi
- 1946 Nadlidé
- 1944 Sobota
- 1938 Boží mlýny
- 1937 Lidé pod horami
- 1936 Trhani
- 1922 Kam s ním?

### Scénář
- 1958 Theodor Pištěk
- 1954 Nejlepší člověk
- 1951 Karhanova parta
- 1948 Čertova stěna
- 1945 Jenom krok
- 1941 Přednosta stanice
- 1941 Provdám svou ženu
- 1941 Hotel Modrá hvězda
- 1941 Z českých mlýnů
- 1940 To byl český muzikant
- 1940 Babička
- 1940 Baron Prášil
- 1940 Katakomby
- 1939 Jiný vzduch
- 1939 Mořská panna
- 1939 U pokladny stál…
- 1939 Lízino štěstí
- 1938 Lucerna
- 1938 Slávko, nedej se!
- 1938 Škola základ života
- 1938 Malí velcí podvodníci
- 1938 Druhé mládí
- 1938 Ducháček to zařídí
- 1937 Důvod k rozvodu
- 1937 Advokátka Věra
- 1937 Tři vejce do skla
- 1937 Lízin let do nebe
- 1937 Lidé pod horami
- 1937 Lidé na kře
- 1936 Na tý louce zelený
- 1936 Ein Mädel vom Ballett
- 1936 Švadlenka
- 1936 Trhani
- 1936 Páter Vojtěch
- 1935 Osudná chvíle
- 1934 Na růžích ustláno
- 1934 Pozdní máj
- 1934 Hej rup!
- 1934 U nás v Kocourkově
- 1934 Polská krev
- 1934 Poslední muž
- 1934 Na Svatém Kopečku
- 1933 Dobrý tramp Bernášek
- 1933 U snědeného krámu
- 1933 Jindra, hraběnka Ostrovínová
- 1933 S vyloučením veřejnosti
- 1932 Lelíček ve službách Sherlocka Holmese
- 1932 Sestra Angelika
- 1932 Wehe wenn sie losgelassen
- 1932 Kantor Ideál
- 1932 Funebrák
- 1931 Dobrý voják Švejk
- 1931 Psohlavi
- 1931 On a jeho sestra
- 1931 Třetí rota
- 1931 To neznáte Hadimršku
- 1931 Pobočník Jeho Výsosti
- 1930 Die vom Rummelplatz
- 1930 C. a k. polní maršálek
- 1929 Pražský Monte Christo
- 1929 Hříchy lásky
- 1929 Pražské švadlenky
- 1929 Plukovník Švec
- 1928 Pohorská vesnice
- 1927 Sladká Josefínka
- 1927 Květ ze Šumavy
- 1926 Otec Kondelík a ženich Vejvara II.
- 1926 Dobrý voják Švejk
- 1926 Švejk na frontě
- 1926 Příběh jednoho dne
- 1926 Pohádka máje
- 1926 Pantáta Bezoušek
- 1926 Otec Kondelík a ženich Vejvara I.
- 1925 Z českých mlýnů
- 1925 Do panského stavu
- 1924 Píseň života
- 1924 Chyťte ho!
- 1922 Tulákovo srdce
- 1922 Kam s ním?
- 1921 Děti osudu

### Herectví
- 1966 Vysílá studio A
- 1966 Ukradená vzducholoď
- 1965 Zločin v dívčí škole
- 1965 Káťa a krokodýl
- 1965 Ztracená tvář
- 1964 Kdyby tisíc klarinetů
- 1964 Třiatřicet stříbrných křepelek
- 1963 Bez svatozáře
- 1963 Král Králů
- 1963 Einstein kontra Babinský
- 1962 Dva z onoho světa
- 1961 Kotrmelec
- 1960 Valčík pro milión
- 1960 Případ Lupínek
- 1959 Hlavní výhra
- 1959 První a poslední
- 1959 Pět z milionu
- 1959 Taková láska
- 1958 Mezi zemí a nebem
- 1956 Dobrý voják Švejk
- 1956 Dědeček automobil
- 1955 Hastrman
- 1953 Pekař Jan Marhoul
- 1938 Hrdinové hranic
- 1931 Dobrý voják Švejk
- 1928 Pohorská vesnice
- 1928 Páter Vojtěch
- 1926 Příběh jednoho dne
- 1922 Ty petřínské stráně